# Gun'ichi Mikawa
Gun'ichi Mikawa (三川軍一 Mikawa Gun'ichi?,  29 de agosto de 1888 - 25 de febrero de 1981) fue un vicealmirante en la Armada Imperial Japonesa durante la Segunda Guerra Mundial.

## Biografía

### Comienzos en su carrera
Mikawa era natural de la Prefectura de Hiroshima. Se graduó en la 38.ª promoción de la Academia de la Armada Imperial Japonesa en 1910, como el tercero en su clase de 149 cadetes. Después de servir como guardiamarina en el crucero Asama, en los acorazados Satsuma y Kōngo y en el crucero Soya, asistió a la Escuela Naval de Torpedos y Armamento desde 1913 hasta 1914. A finales de 1914 fue destinado al crucero Aso en la Primera Guerra Mundial, que intervino en China. Después siguió una serie de viajes en el destructor Sugi y en el transporte Seito y estudió en el Colegio de Guerra Naval japonés.
De 1919 a 1920, el teniente Mikawa fue miembro de la delegación japonesa en la Conferencia del Tratado de Paz de Versalles en Francia.
Durante los años 1920, Mikawa sirvió como principal navegador en diversos buques, como el Haruna, el Tatsuta, el Ikoma y el Aso. Posteriormente fue instructor en la Escuela Naval de Torpedos y ocupó otros varios cargos de alta relevancia. Al final de la década, el comandante Mikawa formaba parte de la delegación a la conferencia naval de Londres y pronto fue el agregado militar naval en París. Promovido al rango de capitán a finales de 1930, volvió a Japón para dedicarse a tareas administrativas y de entrenamiento.
Fue el oficial al mando de los cruceros pesados Aoba y Chōkai y del acorazado Kirishima a mediados de los años 1930. Mikawa fue ascendido a contraalmirante el 1 de diciembre de 1936.
Del 1 de diciembre de 1936 al 15 de noviembre de 1937 fue jefe de personal de la 2.ª flota de la Armada Imperial Japonesa. Mikawa tuvo obligaciones con la cúpula de la Armada Imperial Japonesa y con el Cuartel General Imperial desde 1937 hasta 1939. Después fue al mar otra vez a comandar varias las escuadrillas de la flota, primero en cruceros y después en acorazados. Lo promovieron a vicealmirante el 15 de noviembre de 1940.

### Segunda Guerra Mundial
A la hora del ataque a Pearl Harbor, Mikawa estaba en el comando de la división 3 de acorazados. Llevó personalmente la primera sección de sus divisiones como parte de la fuerza de investigación para la misión del Pearl Harbor, mientras que los acorazados restantes fueron enviados al sur para cubrir los desembarcos de tropas japonesas en la Malasia británica. Mikawa llevó además del frente durante la Incursión del Océano Índico y la batalla de Midway.
A partir del 14 de julio de 1942 hasta el 1 de abril de 1943 Mikawa ordenó la 8.ª flota recién formada de la Armada Imperial Japonesa en el Pacífico Sur, basado sobre todo en las bases principales en Rabaul en Nueva Bretaña y Kavieng en Nueva Irlanda. Durante ese tiempo, llevó las fuerzas navales japonesas implicadas en las campañas de Guadalcanal y de las Islas Salomón. Los días 8 y 9 de agosto de 1942 llevó una fuerza de cruceros que derrotaron a las fuerzas navales aliadas en la Batalla de la Isla de Savo. Sin embargo, Mikawa fue criticado agudamente para su falta de agresividad en las secuelas de sus victorias, retirándose antes de que pueda hundir los transportes aliados ligeramente defendidos.
En la noche del 13 y 14 de noviembre de 1942 Mikawa llevó una fuerza de cruceros que bombardeó el Campo Henderson en Guadalcanal durante la Batalla Naval de Guadalcanal. A través de la campaña de Guadalcanal dirigió a menudo funcionamientos del “Tokyo Express” que transportó hombres y provisiones a Guadalcanal. Sin embargo, su tentativa de desembarcar refuerzos japoneses en Lae se convirtió en la desastrosa Batalla del Mar de Bismarck, él tuvo que tomar eventual la responsabilidad de la pérdida de las Islas Salomón, y fue reasignado a las áreas de menor importancia, tales como las Filipinas.
Mikawa tenía otros cargos en las playas de Japón durante abril-septiembre de 1943. Del 3 de septiembre de 1943 al 18 de junio de 1944 él comandó a la 2.ª flota expedicionaria meridional en las Filipinas. Luego, comandó a la flota al sudoeste del área y la decimotercera flota aérea del 18 de junio al 1 de noviembre de 1944, también en las Filipinas. Reasignado a Japón que después de la Batalla del Golfo de Leyte en octubre de 1944 , dejó el servicio activo en mayo de 1945.
Mikawa y el torpedo Tipo 93 (Long Lance) fueron conmemorados en 1992 con una estampilla postal conmemorativa publicada por la República de Islas Marshall.